# Marató de TV3 contra la dolor crònica
La Marató de TV3 del 2006 va ser per lluitar contra la dolor crònica i malalties com la leucèmia. La quinzena edició de la Marató de TV3 va comptar amb l'Antoni Bassas com a presentador.

## Anuncis i esports
L'espot televisiu de la Marató de TV3 del 2006 va fer un gir complet als anteriors anuncis i espots que s'havien fet per anteriors ocasions. Deixava de mostrar la cara més dura de la malaltia amb testimonis reals a fer un anunci destinant a incitar la solidaritat de la gent. A l'anunci sortien dos micos en un laboratori, el primer errava a l'hora de fer un trencaclosques, el segon encertava; el científic premiava al segon amb un plàtan, i aquest mico el compartia amb el que havia errat. Podeu veure el vídeo de l'anunci a 3alaCarta. Tot i això només es va rodar un espot, trencant la tendència dels anys anteriors en els que s'acostumaven a fer diversos espots amb diferents testimonis.
El cartell commemoratiu de la Marató consistia en 15 ratlles vermelles sobre un fons blanc representant les 15 edicions que s'havien fet de la Marató de TV3. L'autor és Frederic Amat.
A diversos carrers d'arreu del Principat es van posar 5.056 banderoles publicitàries de la Marató amb lemes del tipus: Si tinguessis fibrosi quística en moriries passejant per aquest carrer.. A més es van penjar 1.166 pancartes a 684 municipis adherits d'arreu de Catalunya (79 més que a l'anterior edició).
Es van publicar 55 anuncis a diferents diaris i 35 emissores de ràdio van posar alguna falca de la Marató.
L'eslògan d'aquesta edició de la Marató va ser "Diu molt de tu".
Es van fer 2.898 conferències a diferents escoles i instituts d'educació primària i secundària. Amb 2000 vídeos VHS i 1400 DVD com a material de suport.
Es van distribuir 700.000 tríptics informatius i es van crear 50.000 cartells, 200.000 adhesius, 5.000 xapes i 16.000 fulletons del concurs "Pinta la Marató", concurs que va rebre 35 murals.

## El disc de la Marató
El diumenge abans de la Marató (10 de desembre del 2006) es va llençar per segon any consecutiu el Disc de la Marató. Aquest CD es podia aconseguir per 9 euros amb 4 diaris catalans (l'Avui, El Punt, La Vanguardia i El Periódico). Cantants com els Gossos, Whiskyn's, Gerard Quintana, Daniel d'El Canto del loco, Victor, entre molts altres van participar voluntàriament en el CD. Les cançons parlaven de la superació personal i de la força de voluntat davant el patiment i la soledat. Un cop més eren adaptacions al català de mítics temes. El disc comptava amb 12 cançons gravades especialment per a l'ocasió i 4 temes cedits.
Es va fer una tirada superior a la de l'any passat en 30.000 discs. Però aquests 90.000 discs van quedar curts i al migdia ja era quasi impossible trobar-ne un. Tot i això es podia demanar al quiosquer un CD pel diumenge vinent.
A la portada del disc hi havia un lema que posava "Si tinguessis dolor crònica et moriries obrint aquest CD".

## Activitats a TV3
Durant aquella setmana al programa Toca el Dos de TV3 els concursants eren famosos que buscaven guanyar el màxim de diners possibles que anirien directament al fons de la Marató.

## Activitats populars
Es van fer 731 activitats populars amb la col·laboració de 1.798 entitats voluntàries.
Una activitat que va despertar molta expectació va ser el descens amb tirolina de personatges famosos (Raquel Sans, Mònica López, o el Papa Benet XVI del programa d'imitacions Polònia). La tirolina es va instal·lar entre l'Hotel Arts i la Torre Mapfre: el descens era de 150 metres.

## La Marató
La Marató va començar poc després de les 10 del matí. Abans de la primera actualització de la Marató es va poder veure una actuació dels Whiskyn's, un resum del partit de bàsquet, etc. La primera actualització va portar fins als 264297 euros. Posteriorment es va fer una connexió amb l'Hotel Arts i la Torre Mapfre, on es feia una tirolina amb famosos. Passades les 11 es va passar a retransmetre la final del món de futbol en la qual el Barça va perdre 0-1.
Un cop acabat el partit de futbol van passar pel plató els membres del Club Super3, es van ensenyar nous testimonis de gent afectada per la malaltia i alguns personatges de Porca misèria van donar de manera amena informació sobre els projectes desenvolupats per les antigues edicions de la Marató.
Cap a dos quarts de 3 es va fer una pausa pel Telenotícies i just després es va reprendre la Marató. Poc abans de dos quarts de 9 es va fer el mateix per donar pas al Telenotícies Vespre.
| Núm | Hora  | Recaptació       | Notes                         |
| --- | ----- | ---------------- | ----------------------------- |
| 1   | 10:55 | 264.297 euros    | Partit de bàsquet i donacions |
| 2   | 14:10 | 721.912 euros    |                               |
| 3   |       | 1.104.000 euros* |                               |
| 4   | 17:40 | 1.138.738 euros  | Partit de futbol i donacions  |
| 5   | 19:53 | 2.398.000 euros* |                               |
| 6   | 20:17 | 2.722.257 euros  |                               |
| 7   |       | 3.660.000 euros* |                               |
| 8   | 23:17 | 4.069.728 euros  |                               |
| 9   | 00:57 | 6.485.338 euros  | L'última actualització        |

*Dades aproximades
Cap a la una de la matinada (ja del dilluns 18 de desembre) es fa fer l'última actualització del marcador, deixant la xifra en uns 5.623.564 euros. Tot i això encara es poden fer donacions que segurament engreixerant més el marcador.

## Audiències
Les 15 hores d'emissió de la Marató van tenir un seguiment d'uns 496.000 televidents de mitjana: un 24,8% del share total. Un total de 3.909.000 persones un moment o altre van mirar la Marató de TV3. El diumenge 17 de desembre TV3 va tenir una audiència total i de mitjana del 23,7% de quota.
El partit de futbol entre el FC Barcelona i l'Internacional de Porto Alegre que va transcórrer entre les 11:20 i les 13:12, va tenir una mitjana de 794.000 espectadors, una quota del 56,9% i un pic d'1.613.000 espectadors.